# Parti médiatique
Le concept de parti médiatique, inventé par le théoricien marxiste Antonio Gramsci au milieu du XXe siècle, est une notion désignant l'hégémonie culturelle de la classe bourgeoise dominante sur l'ensemble de la société grâce aux médias. 

## Théorie d'Antonio Gramsci
Selon Antonio Gramsci, la  bourgeoisie domine par la force mais aussi par le consentement, notamment par son hégémonie culturelle qui fait que le prolétariat adopte les intérêts de la bourgeoisie. En se basant sur l’exemple du quotidien italien Corriere della Sera, Gramsci montre par exemple comment ce journal défend les intérêts de la bourgeoisie industrielle milanaise en les justifiant et en donnant une illusion de débat démocratique avec l'opposition. Ainsi, les médias qui participent activement de l'hégémonie culturelle sont les premiers défenseurs du système idéologique voulu par la classe bourgeoise. 
Dans La Fabrication du consentement (1988), Edward Herman et Noam Chomsky reprennent le principe d'hégémonie culturelle et Parti médiatique énoncé par Gramsci, avançant l'idée que les médias diffusent avant tout une propagande au bénéfice du groupe social dominant qui les possèdent. Selon eux, « les médias servent les puissants intérêts sociétaux qui les contrôlent et les financent, et exercent de la propagande pour leur compte. Les représentants de ces intérêts ont d’importants programmes et principes qu’ils veulent mettre en avant, et sont en bonne position pour modeler et contraindre la politique des médias. »
Deux philosophes et essayistes politiques contemporains, Ernesto Laclau et Chantal Mouffe, ont repris dans leurs travaux les thèses de Gramsci en les adaptant au monde d'aujourd'hui.

## Le «Parti médiatique» en France
En France, le terme de Parti médiatique a été popularisé depuis l'année 2017 par Jean-Luc Mélenchon et les membres de La France insoumise. En reprenant les termes mêmes d'Antonio Gramsci, Jean-Luc Mélenchon a théorisé le 14 février 2018, lors d'une réunion des parlementaires de La France insoumise, une sorte de « guerre de mouvement » contre « le parti médiatique » actuel. Selon lui, « l’hégémonie culturelle se gagnera par la production d’un imaginaire collectif, s’incarnant par des mots et des personnages dans leur manière d’être ». Dans une note de son blog du 26 février 2018, il précise: « Si la haine des médias et de ceux qui les animent est juste et saine, elle ne doit pas nous empêcher de réfléchir et de penser notre rapport à eux comme une question qui doit se traiter rationnellement dans les termes d’un combat. (…) Nous n’avons pas d’autre adversaire concret que le parti médiatique. Lui seul mène bataille sur le terrain, en inoculant chaque jour la drogue dans les cerveaux. »,.
De nombreux militants de La France insoumise, mais aussi d'autres partis politiques, utilisent cette expression pour désigner en langage courant l'ensemble des grands médias qui défendent un seul et unique point de vue idéologique — de nature essentiellement néoliberale — sur la plupart des sujets politiques, économiques et sociaux. Ils avancent notamment que la très grande majorité de la grande presse écrite et audiovisuelle qui fabrique cette opinion n'appartient qu'à une petite oligarchie financière composée de neuf milliardaires intimement liée aux dirigeants au pouvoir,,.
L'historien Michel Pinault résume les travaux récents de chercheurs universitaires, en sociologie ou en histoire, se donnant pour but de décrire et comprendre l’évolution en France de ce système médiatique qui « tend à propager sans cesse une vision idéologique [...] une sorte de pensée unique favorable à certains intérêts de classe». Il cite notamment Sur la télévision de Pierre Bourdieu (1996), Les Nouveaux chiens de garde de Serge Halimi (1997), Les Petits soldats du journalisme de François Ruffin (2003), La Médiocratie d'Alain Deneault (2015) et Le Monde libre d'Aude Lancelin (2016). Explicitant le poids des médias dans la vie politique française, il démontre qu'il existe bien un « parti médiatique » qui a orienté la campagne présidentielle de 2017 et favorisé l’élection d'Emmanuel Macron à la tête de l'Etat.

## Le «Parti des médias» en Argentine
En Argentine, l'expression parti des médias (partido de los medios) a été utilisée dans les années 2010 par une partie du peuple argentin et par la présidente Cristina Kirchner pour s'opposer au puissant groupe Clarín, propriétaire de nombreux organes de presse dans le pays.

## Sources
- Antonio Gramsci, Écrits politiques (3 tomes), Gallimard, Paris, 1974.
- Edward Herman et Noam Chomsky, La fabrication du consentement: De la propagande médiatique en démocratie, Agone, Marseille, 2008.
- Ernesto Laclau, Politique et idéologie dans la théorie marxiste: capitalisme, fascisme, populisme, Sigle XXI, Mexico, 1978.
- Chantal Mouffe, L'illusion du consensus, Albin Michel, Paris, 2016.